# Brachylophus vitiensis
Brachylophus vitiensis ist eine vom Aussterben bedrohte (critically endangered nach IUCN) Leguanart, die auf der kleinen, zu den Fidschiinseln gehörenden Vulkaninsel Yaduataba (westlich von Vanua Levu), Yadua, auf Macuata, Yaquaga, Devuilau (Goat island), Malolo, Monu, Monuriki vorkommt.

## Merkmale
Mit einer Kopf-Rumpf-Länge von 18 bis 22 cm und einer Gesamtlänge von 60 bis 87 cm wird Brachylophus vitiensis größer als die Typusart der Fidschileguane, der Gebänderte Fischileguan (Brachylophus fasciatus; 13,5 bis 19,5 cm). Die Tiere sind hellgrün gefärbt und zeigen auf dem Rumpf zwei oder drei weiße, senkrechte Bänder, die maximal einen Zentimeter breit sind. Ein weiteres weißes Band verläuft vom Nacken zu den Ohren. Der Bauch ist weiß-grün marmoriert. Wie Chamäleons können die Tiere ihre Farbe wechseln und auch eine graue oder schwarze Färbung annehmen. Die Iris ist rosig-golden, die Nasenschuppen sind gelb und größer als beim Gebänderten Fidschileguan. Auf dem für Leguane charakteristischen Nackenkamm befinden sich braune, weiche Stacheln, die eine konische Form haben. Die größten sind 1,2 cm lang und nach hinten gebogen. Die Kehlwamme ist groß und quadratisch, während sie beim Gebänderten Fidschileguan klein und konvex ist. Der Geschlechtsdimorphismus ist bei Brachylophus vitiensis nur wenig ausgeprägt. Bei den Männchen sind Kehlwamme und Femoralporen größer und sie zeigen auch eine intensivere schwärzliche Färbung. Weibchen haben längere Schwänze.

## Lebensraum

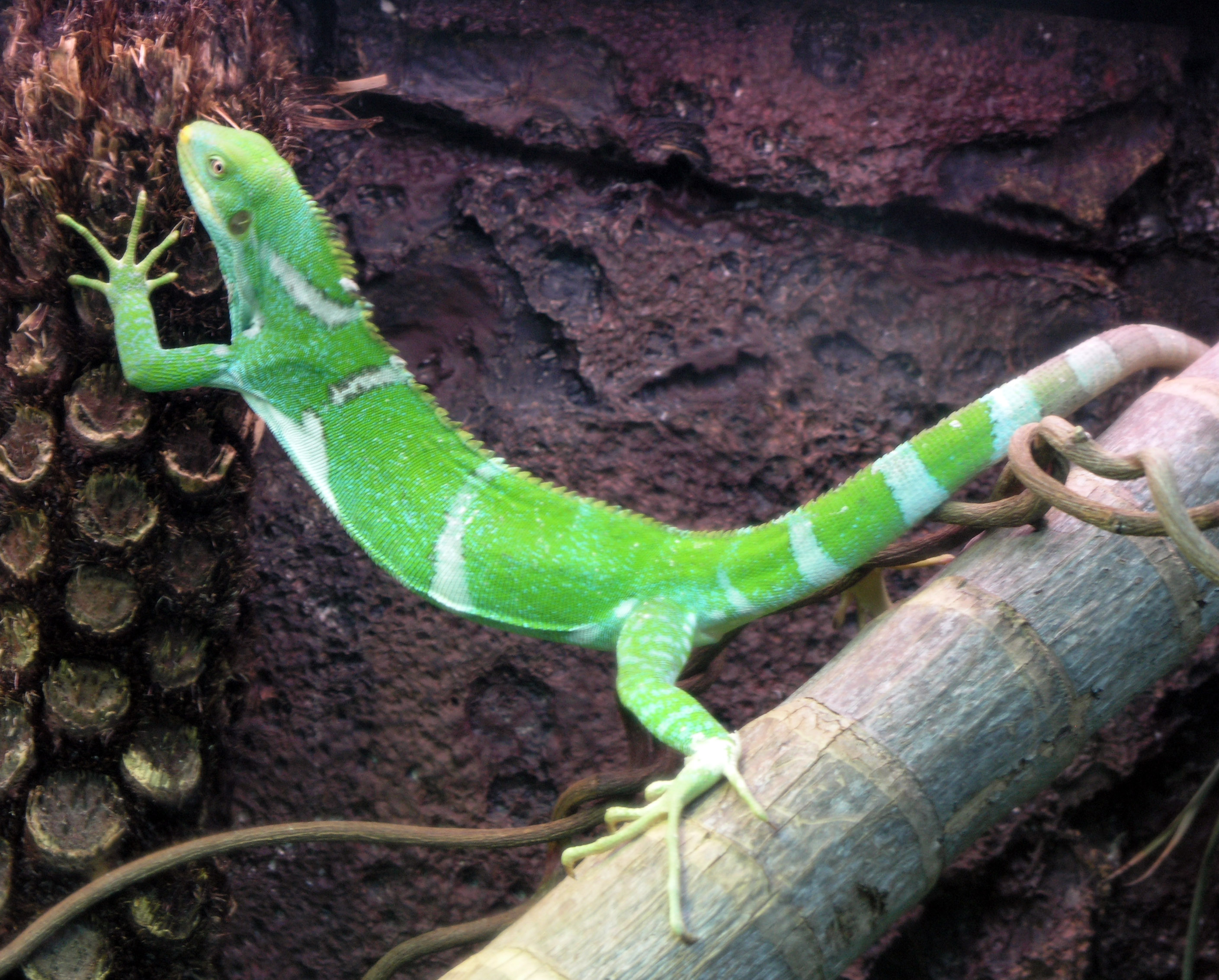
Ein Exemplar im Perth Zoo (Australien)

Brachylophus vitiensis kam ursprünglich auf vielen Fidschiinseln vor, auch auf den größten, Viti Levu und Vanua Levu, heute aber nur noch mit über 10.000 Exemplaren auf Yadua Taba, westlich von Vanua Levu, und mit etwa 690 Exemplaren (Schätzung von 2011) auf Macuata. Lebensraum der Echsen sind die Trockenwälder im Regenschatten der westlichen Inselseiten. Yadua Tabu ist 0,7 km² groß, vulkanischen Ursprungs und sehr felsig. Die Leguane sind baumbewohnend (arboreal). Vorherrschende Baumart ist das Mahagonigewächs Vavaea amicorum, außerdem kommen der Lindenblättrige Eibisch (Talipariti tiliaceum), Mallotus tiliifolius und ein Ebenholzbaum (Diospyros sp.) vor.

## Fortpflanzung
Die Fortpflanzungszeit liegt im März und April. Ein Gelege besteht aus drei bis vier weißen Eiern (3,6 cm lang), die vergraben werden. Bei einer Lufttemperatur von 25 bis 30 °C schlüpfen die Jungtiere nach etwa 35 Wochen. Sie sind dann etwa 28 cm lang und haben eine Kopf-Rumpf-Länge von ca. 8,5 cm.

## Entdeckung
Diese Tierart wurde entdeckt, nachdem John Gibbons (University of the South Pacific) 1980 zu einer Aufführung des Films Die blaue Lagune eingeladen worden war. Der Regisseur hatte einen großen Teil des Films auf zwei Inseln (Turtle Island und Nanuya Levu, Fiji) gedreht und den Film mit Aufnahmen des lokalen Tierlebens angereichert, um die Stimmung zu betonen. Eines der gezeigten Tiere war ein großer, farbenfroher Leguan. Gibbons, der zu dieser Zeit eine verwandte Art studierte – den Gebänderten Fidschileguan –, reiste danach zum Drehort und erkannte die noch unbeschriebene Tierart.